# Dôme de Dröl-ma
Dröl-ma Tholus
Pour les articles homonymes, voir Dröl-ma.
Le dôme de Dröl-ma (désignation internationale : Dröl-ma Tholus) est un dôme situé sur Vénus dans le quadrangle de Sappho Patera. Il a été nommé en référence à Dröl-ma, déesse tibétaine de la compassion.